# 선정릉역
선정릉역(宣靖陵驛, Seonjeongneung station)은 서울특별시 강남구 삼성동에 있는 수도권 전철 수인·분당선과 서울 지하철 9호선의 환승역이다.

## 역사
- 2012년 9월 18일 : 철도거리표 고시[1]
- 2012년 10월 6일 : 분당선 왕십리 ~ 선릉 구간 개통과 함께 영업 개시
- 2015년 3월 28일 : 서울 지하철 9호선 신논현역 ~ 종합운동장역 2단계 연장 구간 개통과 함께 환승역이 됨. 개찰구 증설.
- 2018년 11월 28일 : 서울메트로9호선운영 재위탁 운영에서 서울교통공사 직영으로 전환

## 구조
개통은 분당선이 앞섰으나, 당초부터 서울 지하철 9호선 개통 및 환승을 대비하여 건설되었다. 서울 지하철 9호선의 역은 기존 분당선 역에 증설되는 형태로 건설되어 출입구와 대합실 일부를 공유하며, 독자적인 출입구는 설치되어 있지 않다.
개찰구는 두 역 모두 각각 지하 1층에 위치하며, 지하 4층에는 환승통로와 환승개찰구가 설치되어 있다. 승강장은 수인분당선이 지하 5층에, 서울 지하철 9호선이 지하 3층에 각각 위치한다. 두 노선 모두 2면 2선의 상대식 승강장을 갖추고 있으며, 스크린도어가 설치되어 있다.

### 수인분당선 승강장
| ↑ 강남구청 |
| \| １      |
| 선릉 ↓     |

| 1 | ● 수도권 전철 수인·분당선 | 선릉 · 모란 · 서현 · 기흥 · 수원 · 인천 방면 |
| 2 | ● 수도권 전철 수인·분당선 | 압구정로데오 · 서울숲 · 왕십리 · 청량리 방면 |

### 9호선 승강장
| 언주↑     |
| \| 하     |
| ↓삼성중앙 |

| 하행 | ● 서울 지하철 9호선 | 일반 · 급행 신논현 · 노량진 · 김포공항 · 개화 방면      |
| 상행 | ● 서울 지하철 9호선 | 일반 · 급행 종합운동장 · 올림픽공원 · 중앙보훈병원 방면 |

## 역 주변
- 서울특별시강남서초교육지원청
- 강남도서관
- 강남구보건소
- 라마다서울호텔
- 선정릉
- 삼성동 우체국
- 삼성2동행정복지센터
- 언주역 방면
- 블록베리크리에이티브
- 마루기획
- 메이크어스 엔터테인먼트
- IHQ
- 해피페이스 엔터테인먼트
- 역삼우편취급소
- 국가유산진흥원
- 국가무형문화재전수교육관
- 해청우편취급국

## 역명에 관한 이야기
2011년 이전 이 역의 가칭은 삼릉역(三陵驛)이었으나 교외선의 삼릉역(三陵驛)과 이름이 같아 역명 중복으로 인해 지정되지 못했다. 2012년 8월 역명 제정 심의를 통해 강남구가 명칭을 신선릉역(新宣陵驛)으로 요구하였다. 그러나 일부 문화재와 도시전문가들의 의견 충돌 문제 및 역명 논란으로 인해 다시 의견을 요청한 결과, 선정릉역(宣靖陵驛)으로 최종 확정되었다.
분당선 선정릉역은 2012년 개통 당시부터 한국과학창의재단이라는 부역명이 붙어 있었으나, 한국과학창의재단이 2022년 5월 16일을 기해 서울특별시 강남구 역삼동 과학기술회관 2관으로 이전하면서 삭제되었다.

## 사진

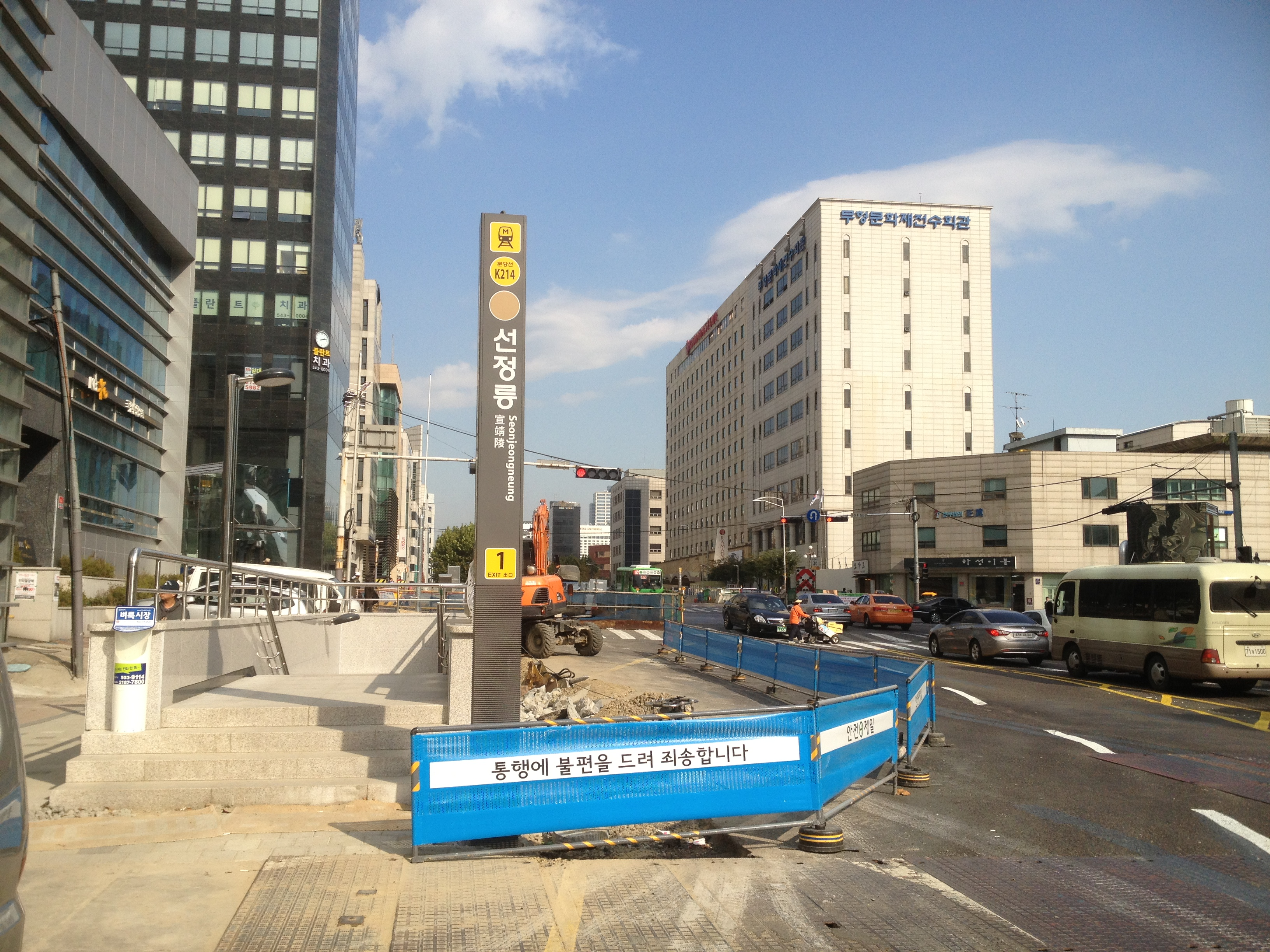
1번 출입구
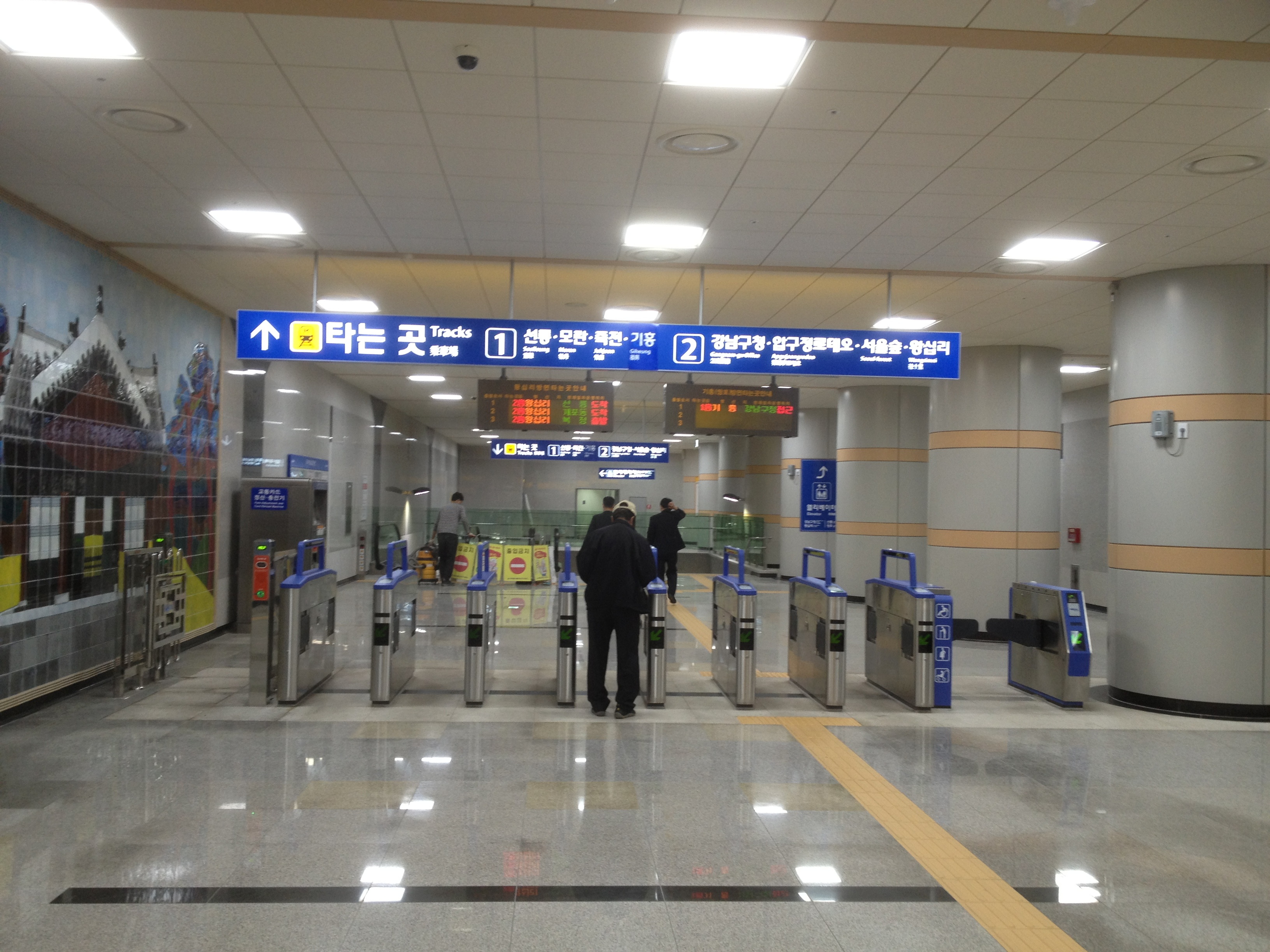
수인·분당선 개찰구
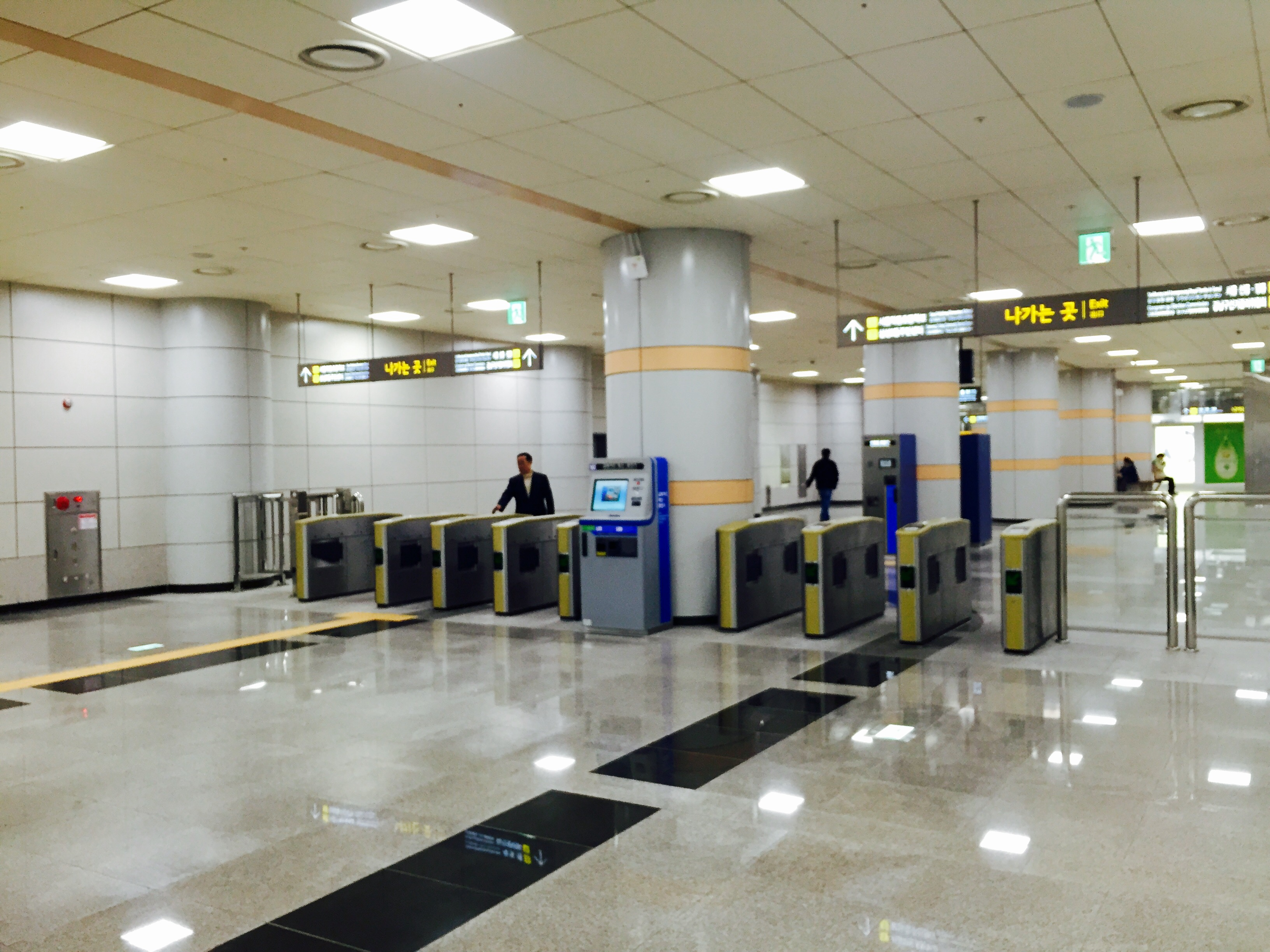
9호선 개찰구
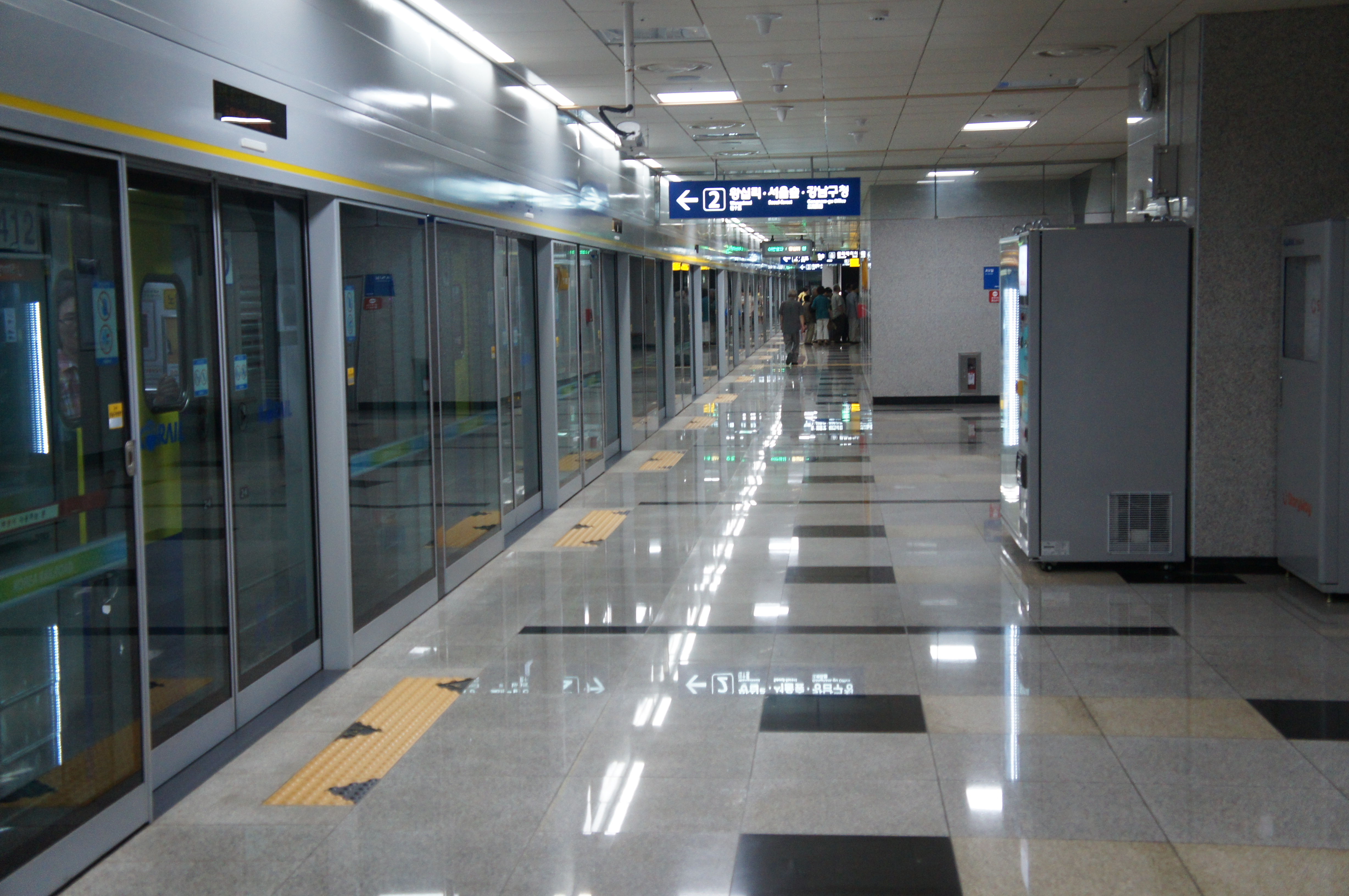
수인분당선 승강장

## 이용객 변동
분당선의 2012년 자료는 개통일인 2012년 10월 6일부터 12월 31일까지인 87일치만이, 9호선의 2015년 자료는 개통일인 2015년 3월 28일부터 12월 31일까지인 279일치만이 반영된 것이다.
| 노선   | 노선 | 일평균 인원수 (명/일) | 일평균 인원수 (명/일) | 일평균 인원수 (명/일) | 일평균 인원수 (명/일) | 일평균 인원수 (명/일) | 일평균 인원수 (명/일) | 일평균 인원수 (명/일) | 일평균 인원수 (명/일) | 일평균 인원수 (명/일) | 일평균 인원수 (명/일) | 일평균 인원수 (명/일) | 일평균 인원수 (명/일) | 각주  |
| 노선   | 노선 | 2012년                | 2013년                | 2014년                | 2015년                | 2016년                | 2017년                | 2018년                | 2019년                | 2020년                | 2021년                | 2022년                | 2023년                | 각주  |
| ------ | ---- | --------------------- | --------------------- | --------------------- | --------------------- | --------------------- | --------------------- | --------------------- | --------------------- | --------------------- | --------------------- | --------------------- | --------------------- | ----- |
| 분당선 | 승차 | 5,175                 | 7,264                 | 8,398                 | 7,882                 | 7,929                 | 19,571                | 7,735                 | 7,857                 | 6,301                 | 6,433                 | 6,562                 | 6,917                 | [ 2 ] |
| 분당선 | 하차 | 5,532                 | 8,113                 | 9,324                 | 8,771                 | 8,775                 | 23,486                | 8,485                 | 8,509                 | 6,768                 | 6,878                 | 6,987                 | 7,278                 | [ 2 ] |
| 9호선  | 승차 | 미개통                | 미개통                | 미개통                | 16,064                |                       |                       |                       |                       |                       |                       |                       |                       | [ 3 ] |
| 9호선  | 하차 | 미개통                | 미개통                | 미개통                | 16,436                |                       |                       |                       |                       |                       |                       |                       |                       | [ 3 ] |

## 인접한 역
| 분당선                    | 분당선                                     | 분당선                         |
| ------------------------- | ------------------------------------------ | ------------------------------ |
| K213 강남구청 청량리 방면 | ● 수도권 전철 수인·분당선 완행 분당선 급행 | K215 선릉 고색 방면 인천 방면  |
| 서울 지하철 9호선         |                                            |                                |
| 925 신논현 김포공항 방면  | ● 서울 지하철 9호선 급행                   | 929 봉은사 중앙보훈병원 방면   |
| 926 언주 개화 방면        | ● 서울 지하철 9호선 일반                   | 928 삼성중앙 중앙보훈병원 방면 |